# Educació diferenciada
L'educació diferenciada, educació segregada o educació separada per sexes és un mètode educatiu que separa els alumnes en classes, edificis o escoles diferents segons el seu sexe, amb l'objectiu d'atendre els diferents ritmes de maduració i els diferents estils d'aprenentatge de nens i de nenes. Està contraposada per tant a la coeducació i a l'educació mixta, els models majoritaris als països occidentals.

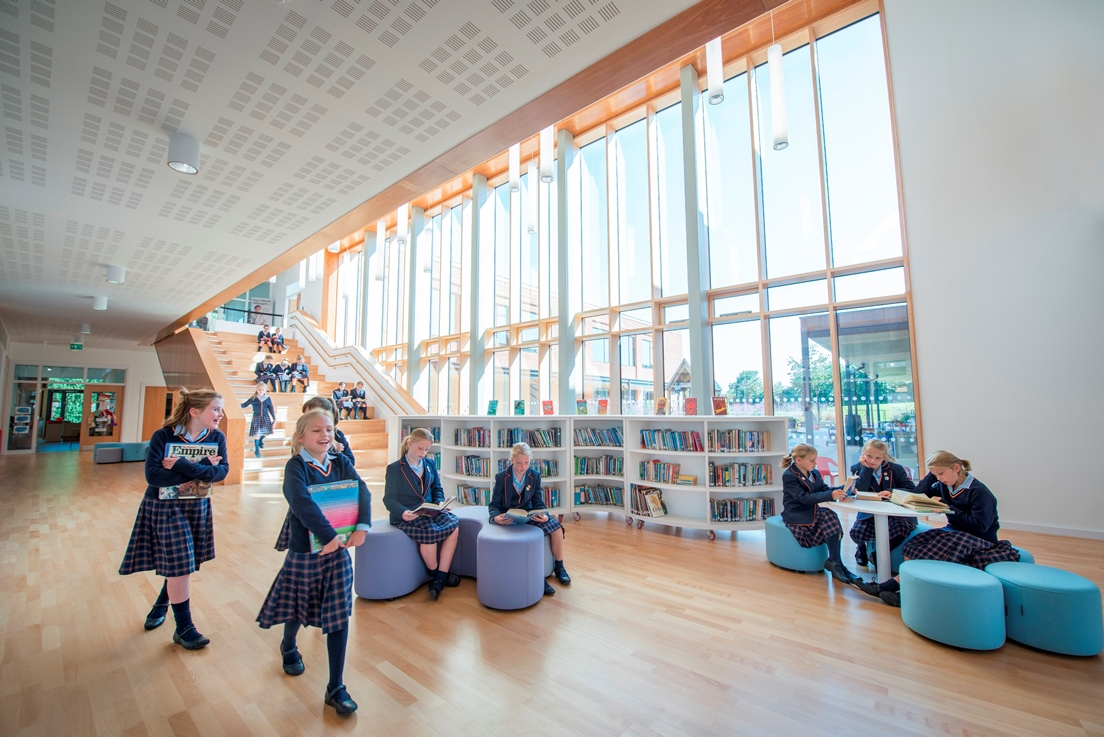
Escola diferenciada de nenes a Winchester (Hampshire, Anglaterra).

Aquest mètode va ser usual abans del segle xix, especialment en l'educació secundària i superior. L'escolarització de les dones havia sigut força rudimentària sinó inexistent. Quan es van difondre les idees d'ensenyament general i obligatori per a tots des de mitjan segle xvii es va posar la qüestió com organitzar-lo.
Les cultures basades en la revelació (judaïsme, catolicisme i islam) sovint van propugnar i propugnen l'educació segregada basant-se en la tradició i la religió. A Occident, fins a ben entrat al segle xx l'entrada de les dones a les universitats era prohibida, de facto eren institucions unisexuals. Els partidaris contemporanis d'un ensenyament segregat hi veuen una adaptació a les diferències de desenvolupament psicològic de nens i nenes. Tanmateix, les recerques científiques que suposadament defensen aquestes afirmacions han estat caracteritzades de pseudociència, argumentant que «no existeixen estudis ben dissenyats que demostrin que l'educació separada per sexes millori el rendiment acadèmic dels estudiants, però en canvi sí que hi ha proves científiques que la segregació per sexes augmenta els estereotips de gènere i legitima el sexisme institucional». La segregació com resposta pedagògica a una diferència (sigui de sexe, de discapacitat, de llengua materna…) és contrària a la idea de l'educació inclusiva que respon a les necessitats particulars, no per edificis o classes segregats, però en adaptar l'escola per a tots (infraestructura, eines i cos ensenyant) de manera que pot acollir tothom.

## Història

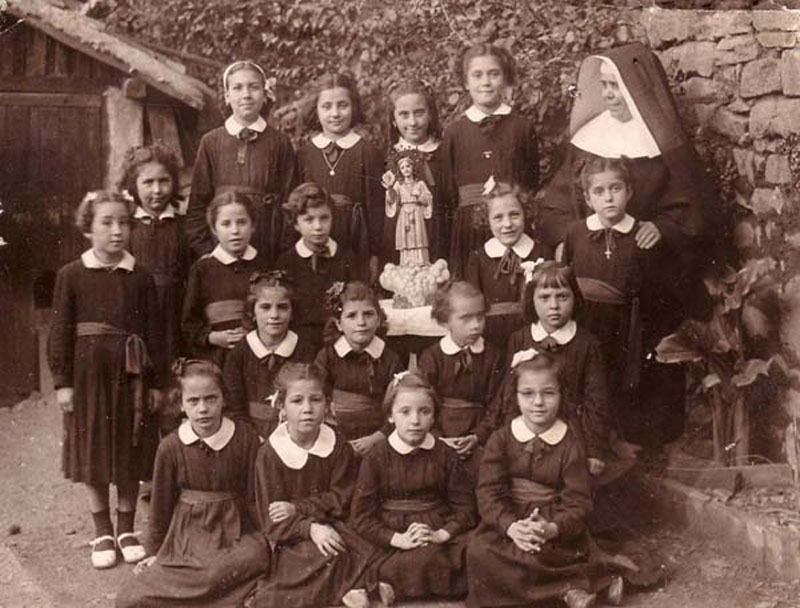
Sovint l'educació segregada es promou per motius religiosos. A la foto, una classe a Figaredo (Mieres, Astúries) el 1951

Fins a la Il·lustració, a Occident l'ensenyament escolar era reservat sols als homes, si més no al sol clergat a les escoles d'abadies, seminaris i universitats. Amb unes excepcions als convents de dones, no hi havia gaire ensenyament de noies. L'alfabetització de les noies va començar als països protestants, atès que era important que tothom pugui llegir la bíblia traduïda. Als països catòlics és limitava al catecisme i als ensenyaments amb relació a la llar. L'educació secundària i superior era diferenciada en el sentit que quedava un privilegi masculí. L'educació era segregada i desigual de fet, «com a conseqüència d'una concepció diferenciada dels gèneres» amb arguments basats en la diferència natural i la incapacitat intel·lectual. L'església catòlica va començar a estimular congregacions per a l'educació cristiana de dones, per assegurar la fe de les generacions següents i preparar la dona al seu paper «natural» de gestora de la llar.
Quan al segle xviii uns primers estats europeus van introduir l'ensenyament obligatori per a tots, sobretot les esglésies van preferir la separació de sexes, per mantenir ambdós en el seu paper tradicional i evitar que emergeixin «males idees» en aplicació dels principis del puritanisme aleshores vigent que veia la sexualitat com el gran perill. Amb l'avanç de la idea d'igualtat de drets i rebuig de discriminacions primer, una visió més tranquil·la sobre el «problema sexual» i d'iguals drets pels diferents després, la seva implantació va anar retrocedint. Durant el segle xix, es van implantar cada vegada més escoles mixtes sobretot al nord d'Europa i als Estats Units on era pràcticament universal en els centres educatius estatunidencs primaris i secundaris cap al pas al segle xx. El 1917, l'educació mixta va esdevenir obligatòria a la Unió Soviètica.
Al sud va trigar fins que l'escola mixta s'imposi a poc a poc al darrere quart del segle xx. Al mateix temps que als Estats Units i a la Unió Soviètica es generalitza l'escola per a tots a l'inici del segle xx, a l'Església catòlica emergeix el moviment antimodernista Sodalitium Pianum (1909-1921), conegut com la «Lliga de Pius V» que lluita contra qualsevol idea liberal: democràcia, feminisme, l'ensenyament mixt i l'educació sexual i molts altres. A Espanya, el catolicisme conservador va militar a les tres primeres dècades del segle xx per a l'escola tradicional, segregada i es va oposar amb força contra les escoles laiques i el moviment de l'Escola Nova. Un dels grans defensors de l'educació segregada de principi del segle xx va ser Ramon Ruiz Amado (1861-1934), que veia en l'escola per a tots un risc de catàstrofes morals com ara «la ruina lenta de la sociedad por cuanto destruye poco a poco la vida de familia» i tem la inevitable feminització dels nois i masculinització de les noies, recolzat per «argumentacions revestides de cientifisme» del metge Josep Blanc i Benet. El 1929, el papa Pius XI va decretar a l'encíclica Divini Illius Magistri que l'escola per a tots és «igualment erroni i perniciós per a l'educació cristiana». Segons aquest papa, no hi hauria cap argument que l'ensenyament «promiscu» sigui millor, ans al contrari, s'ha de separar i diferenciar segons «l'admirable pla del Creador».
A Espanya, la Segona República va implementar l'escola mixta (anomenada llavors «coeducació», per la influència anglòfona). El 1936 van arribar a un 30% d'escoles mixtes. Amb el franquisme, sota la pressió de l'església catòlica es va retornar al model d'escola segregada, model gairebé exclusiu fins al 1970. Des de la Llei d'Educació d'aquell any, l'escola mixta es va tornar a generalitzar, fins i tot a les escoles privades religioses, i el model segregat va quedar relegat gairebé exclusivament a les escoles vinculades a l'Opus Dei o altres ordes religiosos.
A final del segle xx, la implementació de l'escola mixta era general a tot el món. El 2003, només uns pocs països tenien més d'un u o un dos per cent d'escoles segregades, tot i que hi ha algunes excepcions on la proporció supera el 10%: Bèlgica, Xile, Singapur, el Regne Unit, Hong Kong, Israel, Nova Zelanda, Austràlia, Corea i la majoria de països musulmans. El 2016, a Catalunya hi havia 15 escoles que segregaven per sexe, a l'Estat Espanyol en quedaven 190, el que representa menys d'un per cent de l'alumnat.

## Models educatius
Hi ha set models segons els objectius pedagògics que l'escola persegueix en relació amb les qüestions de gènere i el tipus d'organització escolar, tant en les qüestions espacials com en les curriculars. Aquesta relació permet contextualitzar l'ús del terme educació diferenciada.
1. Escola segregada. Fa referència a un model decimonònic que separa l'alumnat en centres diferents segons el sexe, a partir de supòsits biologistes, i que vol reproduir els estereotips de gènere per a justificar un currículum diferenciat.[32]
2. Escola diferenciada no coeducativa. Model d'organització escolar que, amb supòsits biologistes, defensa l'escolarització separada de nois i noies, sense qüestionar els rols sexuals dominants.[32]
3. Escola diferenciada coeducativa. Separa els nois i les noies en centres diferenciats sota un currículum comú o combinant matèries comunes i diferenciades, i ho fa amb un projecte coeducatiu, transformador i crític de l'ordre sexual establert, sota supòsits propers al feminisme de la diferència.[32]
4. Classes diferenciades no coeducatives. S'escolaritzen conjuntament nois i noies en algunes matèries curriculars i se separen en d'altres.[32]
5. Classes diferenciades coeducatives. Es contempla la possibilitat d'introduir matèries específiques diferenciades, en un context d'escola mixta, partint d'un plantejament pedagògic que vol compensar les desigualtats de gènere des de les diferències.[32]
6. Escola mixta no coeducativa. Escolaritza conjuntament nois i noies amb un currículum comú que no té finalitat coeducativa i que, per tant, omet les diferències sexuals i les desigualtats de gènere.[32]
7. Escola mixta coeducativa. Escolarització conjuntament nois i noies en el mateix centre escolar, però persegueix la transformació dels estereotips de gènere en el projecte curricular des del reconeixement de les diferències de gènere, amb una perspectiva crítica amb l'ordre patriarcal i l'androcentrisme subjacents al currículum escolar i al coneixement científic.[32]

## Estudis científics i eficàcia
El setembre de 2011, un estudi publicat a la prestigiosa revista Science va refutar els arguments dels defensors de l'educació segregada, i va mostrar que els estudis que sovint se citaven eren parcials, tergiversats o mal dissenyats:
| «                                                                    | (anglès) We argue that one change in particular—sex-segregated education—is deeply misguided, and often justified by weak, cherry-picked, or misconstrued scientific claims rather than by valid scientific evidence. There is no well-designed research showing that single-sex (SS) education improves students' academic performance, but there is evidence that sex segregation increases gender stereotyping and legitimizes institutional sexism. | (català) Argumentem que un canvi en particular —l'ensenyament segregat per sexes— està profundament mal informat, i sovint es justifica amb asseveracions científiques febles, basades en resultats parcials o tergiversades més que no pas per proves científiques vàlides. No existeixen estudis ben dissenyats que demostrin que l'educació separada per sexes millori el rendiment escolar dels estudiants, però en canvi sí que hi ha proves que la segregació per sexes augmenta els estereotips de gènere i legitima el sexisme institucional. | » |
| — Diane F. Halpern et al., The Pseudoscience of Single-Sex Schooling | | |   |

### Resultats escolars
Encara que els defensors de l'educació segregada afirmen que separar per sexes millora el rendiment escolar dels estudiants, no hi ha proves científiques que l'educació segregada proporcioni un millor resultat educatiu que l'escola mixta. Tant un estudi del Departament d'Educació dels Estats Units, que conclou «Com en estudis anteriors, els resultats són equívocs», com altres estudis similars d'ampli abast del Regne Unit, Canadà, Austràlia, Nova Zelanda i del Programa internacional per a l'avaluació d'estudiants (Programa PISA) han trobat poca diferència entre els resultats d'escoles segregades i mixtes. Els aparents avantatges de l'educació segregada, reflectits a alguns estudis, desapareixen quan es tenen en compte les diferències preexistents, com ara que els estudiants que entren a aquestes escoles disposen d'entrada d'una evolució escolar més avançada.
Més recentment, diversos estudis han aprofitat el sistema educatiu de Seül, on fins al 2009 s'assignaven els estudiants a escoles aleatòries (dins d'un determinat districte escolar), independentment de si l'escola separava o no per sexe. Una de les anàlisis ha mostrat que els estudiants d'escoles segregades continuen més sovint a la universitat i obtenen millors resultats als exàmens d'entrada a la universitat que els d'escoles mixtes. Tanmateix, els resultats no són concloents i podrien atribuir-se a causes alienes a separar o no per sexes. Una altra anàlisi, en canvi, ha trobat que les noies provinent d'escoles segregades tenien menys probabilitats de ser acceptades a la millor universitat coreana que les provinents d'escoles mixtes, mostrant per tant resultats no conclusius.

### Recerca en neurociència
La neurociència no ha trobat proves que els nens i les nenes aprenguin de manera diferent. Tot i això, alguns promotors de l'educació segregada argumenten que aquesta és una de les raons per a separar per sexes. Per exemple, Leonard Sax, director executiu de la National Association for Single Sex Public Educaction dels Estats Units, pretén que nens i nenes necessiten classes diferents perquè tenen diferències en el funcionament del sistema nerviós autònom. Va donar com cert que els mestres de classes masculines han de ser enèrgics i parlar fort als seus alumnes mentre que amb les nenes s'ha d'evitar donar ordres directes i en canvi fer-les més suaus. En la mateixa línia, María Calvo Charro, professora titular de Dret Administratiu de la Universitat Carles III de Madrid, ha defensat que hi ha diferències en l'aprenentatge causades per un dimorfisme sexual al cervell. Tanmateix, la neurociència ha trobat que si bé és cert que hi ha alguna diferència en la mida i en l'acabament del creixement del cervell entre nens i nenes, aquestes diferències no estan pas relacionades amb l'aprenentatge. Així, Lise Eliot, professora associada de Neurociència a la The Chicago Medical School de la Rosalind Franklin University of Medicine & Science, ha argumentat que «de tots els arguments per a una escola segregada, es pot dir que l'afirmació que s'hauria d'ensenyar a nens i nenes en classes separades perquè els seus cervells són diferents és la més feble», i ha acusat els educadors que citen investigacions hormonals o del cervell com a prova i motivació per a una educació segregada de fer-ne un «ús inadequat» i «tergiversat».

### L'impacte de remarcar el gènere
La separació per sexes d'aquestes escoles fa evidents les divisions de gènere: diversos estudis han demostrat que segregar d'acord amb una certa característica fa desenvolupar estereotips i prejudicis, i que quan «l'entorn remarca la pertinença a un grup social, els nens són especialment propensos a assignar processos categoritzadors als grups socials, incrementant els estereotips i els perjudicis». Tot i que el sexisme i els estereotips són presents tant en escoles mixtes com segregades, la solució més eficient i efectiva no és segregar els alumnes sinó promoure un entorn que afavoreixi el respecte mutu i interaccions positives entre gèneres.

### Assetjament homòfob
A un estudi irlandès sobre assetjament homòfob a l'escola secondària, dels cinc temes identificats com a contribuents a l'assetjament homòfob (heteronormativitat, por, estereotips i termes generalitzats), les escoles exclusivament de nois presentaven la major heteronormativitat i les escoles exclusivament de noies els majors estereotips. Un estudi estatunidenc va apuntar també que la ideologia i l'estructura de les escoles públiques segregades per sexe de Califòrnia promovien de manera important assumpcions heterosexistes de la sexualitat dels estudiants.

## Regulació i implementació
La Unesco reconeix l'educació diferenciada al document Convenció relativa a la Lluita contra les Discriminacions en l'Esfera de l'Ensenyament, elaborat a París el 1960 i signat per 101 estats. El text, amb valor legal, accepta «la creació o el manteniment de sistemes o establiments d'educació separats per als alumnes de sexe masculí i els de sexe femení, sempre que aquests sistemes o establiments ofereixin facilitats equivalents d'accés a l'ensenyament, disposin d'un personal docent igualment qualificat, així com de locals escolars i d'un equip de la mateixa qualitat i permetin seguir els mateixos programes d'estudi o programes equivalents». El text afegeix que els pares han de poder «escollir per als seus fills establiments d'ensenyament que no siguin mantinguts pels poders públics, però que respectin les normes mínimes que poden fixar o aprovar les autoritats competents i donar als seus fills, segons les modalitats d'aplicació que determini la legislació de cada Estat, l'educació religiosa i moral conforme a les seves pròpies conviccions».
Actualment es poden trobar centres amb educació diferenciada pel sexe només a set països i regions europees, i circumscrits tradicionalment a l'àmbit dels centres privats i confessionals. Hi ha, però, també alguns centres públics d'educació diferenciada: segons dades de 2009, n'hi ha 400 a Anglaterra, 120 a Irlanda, 25 a Malta, 7 a Gal·les i 1 a Escòcia, a més de 25 centres públics religiosos de secundària a Grècia exclusivament per a nois.

### Catalunya
A Catalunya, la Llei d'Educació prohibeix la discriminació per sexe en els criteris de prioritat en l'accés als centres educatius:
| «                                                                                          | 7. Els criteris de prioritat mai no poden comportar discriminació per raó de naixença, raça, sexe, religió, opinió, llengua o qualsevol altra condició o circumstància personal de l'alumne o alumna o de la seva família. | » |
| — Article 47: Criteris de prioritat en l'accés, Llei 12/2009, del 10 de juliol, d'educació | |   |

No hi ha escoles públiques que diferenciïn per sexe. Tanmateix, la Generalitat té concerts educatius amb algunes escoles catalanes que segreguen per sexe; l'agost de 2012 el Departament d'Ensenyament va garantir aquests concerts almenys fins a 2014. Durant aquest període, la Generalitat va subvencionar amb 25 milions d'euros anuals escoles que segreguen per sexe. El 2013 hi havia 6 escoles que educaven separant per sexes al País Valencià, 18 a Catalunya i 2 a les Illes Balears, de les quals la meitat eren de nois i l'altra meitat de noies.

### Espanya
El model d'escola segregada va ser el propi de l'escola tradicional present a Espanya durant bona part del segle xx fins a la Llei General d'Educació de 1970. D'acord amb la Constitució espanyola, res impedeix excloure els centres d'educació segregada de les ajudes públiques i oferir concerts només als centres d'educació mixta, ja que «l'educació diferenciada per raó de sexe […] desenvolupa menys —si no menyscaba— la realització de l'ideari educatiu constitucional, del qual forma part l'educació en el valor de la igualtat real i efectiva d'homes i dones».
Segons la Llei Orgànica d'Educació de 2006 i una sentència del Tribunal Suprem de 2012, l'educació segregada és legal però els centres que l'aplicaven no podien ser concertats. Com a conseqüència d'aquesta sentència, la Junta d'Andalusia va retirar el concert a una dotzena de centres d'educació segregada. Aquesta decisió ha estat recorreguda per sis dels centres.
Actualment, l'article 1.61 de la Llei Orgànica per a la Millora de la Qualitat Educativa (LOMCE, o més popularment coneguda com a Llei Wert), que modifica l'apartat 3 de l'article 84 de la Llei Orgànica d'Educació (LOE), garanteix que els centres que hagin optat per «l'educació diferenciada per sexes» podran «subscriure concerts amb les administracions educatives», si compleixen determinats requisits. El nou article 84.3 reprodueix en el seu primer paràgraf el que deia la LOE («En cap cas hi haurà discriminació per raó de naixement, raça, sexe, religió, opinió o qualsevol altra condició o circumstància personal o social») per afegir a continuació:
| «                                                                                               | No constitueix discriminació l'admissió d'alumnes o l'organització de l'ensenyament diferenciat per sexes, sempre que l'ensenyament que imparteixin es desenvolupi d'acord amb el que disposa l'article 2 de la Convenció relativa a la lluita contra les discriminacions en l'esfera de l'ensenyament, aprovada per la Conferència General de la UNESCO el 14 de desembre de 1960. En cap cas la tria de l'educació diferenciada per sexes podrà implicar per a les famílies, alumnes i centres corresponents un tracte menys favorable, ni un desavantatge, a l'hora de subscriure concerts amb les administracions educatives o en qualsevol altre aspecte. A aquests efectes, els centres hauran d'exposar en el seu projecte educatiu les raons educatives de l'elecció d'aquest sistema, així com les mesures acadèmiques que desenvolupen per afavorir la igualtat. | » |
| — Artículo 84.3, Ley Orgánica 8/2013, de 9 de diciembre, para la mejora de la calidad educativa | |   |

El 26 de febrer de 2014, el Parlament de Catalunya va debatre presentar un recurs contra aquest punt de la LOMCE al Tribunal Constitucional. La proposta es va rebutjar amb els vots a favor del recurs del PSC, ERC, ICV-EUiA i la CUP i els vots en contra de CiU, PPC i C's.
El 2013 hi havia a Espanya un total de 92 escoles segregades. Es tracta en la pràctica totalitat dels casos d'escoles privades confessionals catòliques, la majoria de les quals són escoles concertades i vinculades a l'obra de l'Opus Dei, que escolaritzen nois o noies de famílies majoritàriament acomodades.
El 2018 el Tribunal Constitucional va avalar les subvencions a les escoles que separen per sexe. Ho va fer en resposta al recurs d'inconstitucionalitat presentat pel PSOE el 2014 contra alguns punts de la Lomce. El Tribunal va avalar també que la nota de l'assignatura de religió faci mitjana per entrar a una carrera i que els alumnes es puguin separar per itineraris acadèmics. La decisió fou adoptada al TC per una majoria de vuit vots i quatre vots particulars.

### Unió Europea
A França, Liechtenstein i Suècia, els centres o les autoritats educatives locals tenen llibertat per a organitzar l'educació sexual o per a la salut en aules amb alumnes d'un sol sexe.

#### Bèlgica
Des de 1970, les escoles públiques de Bèlgica són exclusivament d'educació mixta. Les escoles diferenciades privades, majoritàriament d'influència catòlica, estan gairebé extingides. Tanmateix, la llibertat d'elecció d'algunes assignatures fa que hi hagi una presència desigual en algunes matèries; per exemple, de més del 80% de nois en matemàtiques i un 80% de noies en llengua alemanya.

#### Irlanda
A Irlanda, tradicionalment un dels països amb més implementació de l'educació diferenciada, el nombre d'alumnes que assisteixen a aquests centres ha disminuït dràsticament en els últims anys. En l'educació primària, s'ha passat d'un 60% d'assistència a centres d'educació diferenciada el 1975, a un 20% el 2005. En l'educació secundària, s'ha passat d'un 50% de nois i un 60% de noies el 1980, a un 30% de nois i un 42% de noies el 2005.

#### Polònia
El ministeri d'educació de Polònia va manifestar el 2006 el seu interès per crear centres d'educació diferenciada dins del sistema d'educació pública. Tanmateix, amb el canvi de govern el debat públic sobre aquesta iniciativa ha desaparegut.